# Emilian Bălănoiu
Emilian Bălănoiu (n. 5 noiembrie 1939, București) este un prozator român, membru al Uniunii Scriitorilor.
Tatăl său, Bălănoiu Gheorghe, a fost inginer cu studii la Berlin. Mama, Bălănoiu Paraschiva (născută Rădulescu), a fost fiică de mare mutilat de război (1877). Urmează școala elementară "Romanescu", în fostul cartier Uranus, apoi Colegiul Sfântul Sava, iar între anii 1956-1962 Academia Tehnică Militară. După absolvire, lucrează, pentru o perioadă scurtă, în M.Ap.N., apoi funcționează ca profesor în învățământul preuniversitar.
Bălănoiu a debutat în 1969 cu proza scurtă ("Adam"), urmat de alta ("Absenți la dragoste"). Deși, la vremea lor, au fost bine primite de critică, autorul nu a inclus decât o nuvelă în volumul său de Scrieri definitive din 2013 (editura "Semne", colecția "Scriitori români contemporani"). Volumul, cu 926 de pagini, realizare grafică exemplară, în format mare, cuprinde textele reprezentative ale autorului (șapte romane și opt nuvele). 
Sumarul volumului Scrieri definitive este următorul:
Romane:
- Rugă fierbinte
- Zbor peste Almo
- Portret de femeie
- Sauceofi - mergi până la capăt
- Peste toate piscurile
- Iubește tu
- Tinerețea lui Nicolae Ostia

Nuvele:
- Bruma
- Plecat de la zero
- Colegi de odinioară
- Cu ochi răi
- Venirea iernii
- Un om aproape cinstit
- Încă un om aproape cinstit
- Reductorul

Referinte critice:
"Cazul lui rămâne greu de explicat: un scriitor foarte talentat și nici o clipă rămas în urmă față de scrisul comtemporan lui, nu se bucură, totuși, de recunoașterea zgomotoasă de care au parte cei scriind în același timp cu el. [...] Majoritatea prozelor lui Emilian Balanoiu sunt extrem de solid construite, mature, de o clasicitate absolut pozitivă, modernitatea fiind aici a destinelor, a temelor nu a realizării - , iar aceasta este o calitate. [...] Învie personaje desuete, dar <<grele>> de odinioară, recade în contemporaneitate, amestecă timpuri, locuri și perspective, cu o artă desăvârsită a contrapunctului". (Irina Petraș, "Cazul unui scriitor de exceptie", în Contemporanul, Ideea Europeana nr. 5/2003);
"...În <<Un om aproape cinstit>>, autorul vizualizează cu o artă desăvârșită, absorbirea personajului (Ghega) de către propriul act vital, existențial, expansiunea spre interior a unei conștiințe înainte de alienarea totală". (Irina Petraș, Ibid)
"Un autor dotat cu o capacitate reală de a exprima prin narațiune o observație de viață, o intuiție de natura psihologică, ponderat și discret în dozarea motivelor epice". (Dana Dumitriu);
În faimosul Dicționar din 1967, Marian Popa folosea câteva sintagme despre scriitorul E.B. și despre proza lui:  "Amestec de mitologie, alegoric, comportamentism, metaforism si psihologism". [...] "Disponibilităti analitice orientate către elementele grotești ale realitații". [...] "Bufonerie mazochistă". [...] "Volubilitate forțată aproape demonstrativ".
"Romanul <<Tinerețea lui Nicolae Ostia >> are verva, sarcasmul și umorul galben, dacă nu negru, al cărților despre obsedantul deceniu în varianta vag-parabolică premergatoare marilor demascări. [...] Precum în prozele unor D.R. Popescu ori Sorin Titel, relația individului cu mecanismul social oprimant se descifrează anume doar pe jumatate, lăsându-le cale libera sensurilor mai adânci, de valabilitate nedatată”, căci << e prea scurta viața pentru a-ți permite fapte și simțiri definitive>>. Procesul (kafkian, fireste), marturisirile, divagările (“utile”, aș zice, căci ceva din exasperarea bacoviană se poate recunoaște ici-colo) sunt relatate pe o tonalitate cumva luând în răspăr gravitatea detaliilor existențiale și lăsând atmosfera să se contamineze de un farmec de bâlci caragialian. Nu întâmplător, pe coperta a patra a cărții, se pot citi comentarii precum acestea: <<Aici autorul vădește un simț al umorului excepțional; dincolo lucrurile sunt făra urmă de umor, la modul sacerdotal; aici stilul e abrupt, nervos; dincolo fraza e amplă, poematică etc. Dacă deschizi cartea la întâmplare, hotărât să citești o pagină, dar numai una, rămâi cu impresia că ai dat peste un scriitor excelent>> (Lucian Raicu)". (Irina Petraș, "Cazul unui scriitor de exceptie", în Contemporanul, Ideea Europeana nr. 5/2003);
"... <<Portret de Femeie>> este o poveste de dragoste aproape dramatizabilă [...] Personajele, discuțiile dintre ele și întâmplările prin care trec, nu sunt veridice și nici nu pare a fi fost în intenția creatorului lor să le înzestreze cu această calitate. E o lume plăsmuită, în care se amestecă  diafanul și grotescul, fantezia și realitatea ce cheamă la ordine, libertatea spiritului și umilința, fericirea și tristețea, neliniștea și resemnarea. Iubirea dintre Mat și Otilia este una imposibilă nu din pricina celor doi, ci din cauza umilitoarei realități pe care sunt nevoiți s-o trăiască. Otilia fantazează tot timpul inventează povești incredibile, se lasă purtată de visări diafane, se alintă, e naivă cu sinceritate și crede în fantasmele ei. Când imaginile pe care și le face despre lume sunt azvârlite în tină, suferă profund. Savanta țesătură de persoane și întâmplări, de vorbe ocolitoare ori pe de-a dreptul, de oglinzi venețiene și oglinzi de bâlci, toată această acumulare, care este romanul <<Portret de Femeie>>, ascunde, precum un fruct amar, un sâmbure încă și mai neplăcut la gust: marea resemnare...". (Bogdan Popescu, "Scrisul și patima revanșei" în Caiete Critice Nr. 12/2003 (194))
"...Prozatorul Emilian Bălănoiu nu a fost un răsfățat al criticilor, nu a încercat (programatic poate) să apară  în lumina  efemeră a reflectoarelor, nu a făcut  parte dintr-o grupare literară  anume. A preferat discreția,  s-a ferit de zgomot și și-a văzut (cu furișări de lup singuratic) de ale sale. Adică, și-a scris cărțile". (Bogdan Popescu, "Scrisul si patima revansei" în Caiete Critice Nr. 12/2003 (194))